# Tajine jben
 (août 2024).
Le tajine jben,,,,,,est un plat préparé sur un tajine d'origine tunisienne et algérienne. Le jben (جبن), le fromage, est l'ingrédient phare de ce tajine. Cousin de la tortilla espagnol et de la frittata italienne, c'est un plat conjurant oeuf, patate et fromage. Il peut être associé à une protéine, soit de la viande, du poulet, des oeufs dure ou des haricots blancs. L'origine de ce plat fait débat, il n'a pu dans tous les cas être apparu qu'à partir du XVIe siècle, lorsque la patate fut introduit dans le continent Européen et Africain, à la suite de la colonisation des Amériques. 
C'est un plat encré depuis très longtemps dans les traditions tunisiennes, au point d'être présenté systématiquement dans les repas de mariage et fêtes en entrées. Visiblement la ville de Constantine se l'approprie .

## Description
Ce tajine est préparé lors des festivités telles que les mariages ou lors du mois de ramadhan. Il est présenté souvent avec deux manières : la première, où tous les ingrédients sont mélangés à la fois et cuits au four et la deuxième, très répandue lors de mariages, où la viande ou le poulet émietté forment la première couche sur laquelle une couche de fromage fondu est déposée ; par la suite le fromage râpé est saupoudré pour gratiner.